# ロイ (護衛空母)
ロイ (USS Roi, CVE-103) は、アメリカ海軍の護衛空母。カサブランカ級航空母艦の49番艦。艦名はクェゼリン環礁で二番目に大きいロイ＝ナムル島に因んで命名された。

## 艦歴
当初「アラバ・ベイ (Alava Bay) 」の艦名で1944年3月22日にワシントン州バンクーバーのカイザー造船所で起工する。1944年4月26日に「ロイ」に改名され、1944年6月2日にウィリアム・シントン夫人によって進水し、1944年7月6日に海軍に引き渡されP. H. ライアン艦長の指揮下で就役した。
サンディエゴでの整調後に「ロイ」は空母輸送部隊に配属され、前線基地へ航空機、設備及び人員を輸送した。1944年8月13日に287名の兵員と71機の航空機を積み込みエスピリトゥサント島とマヌス島へ向かい、9月27日にサンディエゴに帰還する。10月21日に再びマヌス島へ向かい、サンディエゴに帰還した後12月2日にエニウェトク環礁とグアムへ向けて三度目の航海に出航する。アラメダでオーバーホールを行った後、「ロイ」はマーシャル諸島とマリアナ諸島への往復航海を行い、その後真珠湾に向かい回復訓練を行った。訓練の後は、第3艦隊（ウィリアム・ハルゼー大将）への補給任務のための準備を行う。
61機の補充の航空機を積み込み、「ロイ」は30日間の戦闘即応態勢に入ってグアムに向かい、第30.8任務群に加わる。「ロイ」の任務は日本本土攻撃を行う第38任務部隊（ジョン・S・マケイン・シニア中将）の空母に対しパイロット、乗組員、航空機及びその他の物資を補給することであった。7月4日に姉妹艦の「アドミラルティ・アイランズ (USS Admiralty Islands, CVE-99) 」「ホーランディア (USS Hollandia, CVE-97) 」「セティス・ベイ (USS Thetis Bay, CVE-90) 」と共に出航し、第38任務部隊に7月12日、16日、20日に補給を行う。7月21日にグアムで物資を搭載し、61機を積んで7月27日に出航、7月31日に空母部隊に合流する。グアムに戻ると再び航空機を搭載し、8月14日に任務部隊に合流、日本の占領任務のためそのまま第3艦隊に留まった。戦争の終了に続いて、「ロイ」は帰還兵を輸送するマジック・カーペット作戦に従事した。
「ロイ」は1946年5月9日にブレマートンで退役する。その後、5月21日に除籍され、12月31日にオレゴン州ポートランドのジデル・マシーナリー・アンド・サプライ社にスクラップとして売却された。
「ロイ」は第二次世界大戦の戦功で1個の従軍星章を受章した。